# Aberração óptica
Uma aberração óptica é um desvio do desempenho de um sistema óptico a partir das previsões da óptica geométrica paraxial. Em um sistema de imagem, ela ocorre quando a luz de um ponto de um objeto não converge para (ou não diverge de) um único ponto depois da transmissão através do sistema. As aberrações ocorrem porque a teoria paraxial simples não é um modelo completamente exato do efeito de um sistema óptico sobre a luz, e não devido a falhas nos elementos ópticos.
A aberração leva a indefinição da imagem produzida por um sistema óptico de formação de imagem. Os fabricantes de instrumentos ópticos precisam corrigir sistemas ópticos para compensar a aberração.
Os artigos sobre reflexão, refração e cáustica discutem as características gerais dos raios luminosos refletidos e refratados.

## Perspectiva geral

Reflexão de um espelho esférico. Os raios incidentes (vermelhos) afastados do centro do espelho produzem raios refletidos (verdes) que perdem o ponto focal, F. Isto é devido à aberração esférica.

As aberrações dividem-se em duas classes: monocromáticas e cromáticas. As aberrações monocromáticas são causadas pela geometria das lentes ou espelho e ocorrem tanto quando a luz é refletida, e quando é refratada. Elas aparecem mesmo quando se usa luz monocromática, daí o nome.
As aberrações cromáticas são causadas pela dispersão, pela variação do índice de refração da lente com o comprimento de onda. Elas não aparecem quando a luz monocromática é utilizada.

### Aberrações monocromáticas
- Pistão
- Tilt
- Desfoco
- Aberração esférica
- Coma
- Astigmatismo
- Campo de curvatura
- Distorção de imagem

O pistão e a tilt não são realmente verdadeiras aberrações ópticas, uma vez que eles não representam ou modelam a curvatura da frente de onda. Se uma frente de onda perfeita é "aberrada" por pistão e tilt, ainda assim vai formar uma imagem perfeita, livre de aberração, apenas deslocada para uma posição diferente. O desfoco é a verdadeira aberração óptica de menor ordem.

### Aberrações cromáticas
- Axial ou longitudinal
- Lateral ou transversal

## Aberração monocromática
A teoria elementar de sistemas ópticos leva ao teorema: Raios de luz procedentes de qualquer ponto objeto unem-se em um ponto de imagem; e, portanto, um espaço objeto é reproduzido em um espaço imagem. A introdução de termos auxiliares simples, devido a Carl Friedrich Gauss (Dioptrische Untersuchungen, Göttingen, 1841), chamado de distâncias focais e planos focais, permite a determinação da imagem de qualquer objeto por qualquer sistema (ver lentes). A teoria de Gauss, contudo, só é válida, desde que os ângulos formados por todos os raios com o eixo óptico (o eixo de simetria do sistema) sejam infinitamente pequenos, ou seja, com objetos infinitesimais, imagens e lentes; na prática, estas condições podem não acontecer, e as imagens projetadas por sistemas sem correção são, em geral, mal definidas e muitas vezes completamente turvas, se a abertura ou campo de visão ultrapassar certos limites.
As investigações de James Clerk Maxwell (Phil.Mag., 1856; Quart. Journ. Math., 1858) e Ernst Abbe mostraram que as propriedades destas reproduções, isto é, a posição relativa e a magnitude das imagens, não são propriedades específicas dos sistemas ópticos, mas consequências necessárias da suposição (em Abbe) da reprodução de todos os pontos de um espaço nos pontos da imagem (Maxwell aceita uma hipótese menos geral), e são independentes da maneira na qual a reprodução é efetuada. Estes autores provaram, porém, que nenhum sistema óptico pode justificar estas suposições, uma vez que são contraditórias às leis fundamentais da reflexão e refração. Por conseguinte, a teoria de Gauss apenas fornece um método conveniente de aproximar a realidade; e nenhum construtor tentaria realizar este ideal inatingível. No momento, tudo o que pode ser tentado é reproduzir um único plano em outro plano; mas mesmo isso não tem sido completamente realizado satisfatoriamente, as aberrações sempre ocorrem, e é improvável que estas nunca serão totalmente corrigidas.
Esta, e questões gerais relacionadas, foram tratadas - além dos autores acima mencionados - por M. Thiesen (Berlin. Akad. Sitzber., 1890, xxxv. 799; Berlin. Phys. Ges. Verh., 1892) e H. Bruns (Leipzig. Math.  Phys. Ber., 1895, xxi. 325) por intermédio da função característica de Sir W. R. Hamilton (Irish Acad. Trans., Theory of Systems of Rays, 1828, et seq.). A referência pode também ser feita ao tratado de Czapski-Eppenstein, pp. 155–161.

### Aberração de pontos axiais (aberração esférica, no sentido restrito)

Figura 1

Seja S (fig. 1) qualquer sistema óptico, os raios provenientes de um ponto de eixo O sob um ângulo u1 incidirão no ponto de eixo O'1; e aqueles sob um ângulo u2 no ponto de eixo O'2. Se houver refração em uma superfície esférica coletiva, ou através de uma lente positiva fina, O'2 incidirão na frente de O'1 contanto que o ângulo u2 seja maior do que u1 (subcorreção); e, inversamente, com uma superfície dispersiva ou lentes (supracorreção). A cáustica, no primeiro caso, se assemelha ao sinal > (maior que); no segundo < (menor que). Se o ângulo u1 for muito pequeno, O'1 é a imagem de Gauss; e O'1 O'2 é chamada de aberração longitudinal, e O'1R a aberração lateral do feixe de luz com abertura u2. Se o feixe de luz com o ângulo u2 é o da aberração máxima de todos os feixes transmitidos, então, em um plano perpendicular ao eixo de O'1 existe um disco de confusão circular  de raio O'1R, e em um plano paralelo em O'2 outro de raio O'2R2; entre estes dois está situado o disco de menos confusão.
A maior abertura dos feixes de luz, que participam da reprodução de O, isto é, o ângulo u, é geralmente determinada pela margem de uma das lentes ou por um orifício numa placa fina colocada entre, antes, ou por detrás das lentes do sistema. Este orifício é chamado de stop ou diafragma; Abbe utilizou o termo stop de abertura, para o orifício e a margem de limitação das lentes. O componente S1 do sistema, situado entre o stop de abertura e o objeto O, projeta uma imagem do diafragma, denominada por Abbe de a pupila de entrada; a pupila de saída é a imagem formada pelo componente S2, que é colocado por trás do stop de abertura. Todos os raios de luz que emanam de O e passam pelo stop de abertura também passam através das pupilas de entrada e de saída, uma vez que estas são as imagens do stop de abertura. Uma vez que a abertura máxima dos feixes emitidos de O é o ângulo u subtendido pela pupila de entrada neste ponto, a magnitude da aberração será determinada pela posição e o diâmetro da pupila de entrada. Se o sistema estiver totalmente atrás do stop de abertura, então esta é a própria pupila de entrada (stop de frente); se estiver inteiramente na frente, é a pupila de saída (stop de trás).
Se o ponto objeto estiver infinitamente distante, todos os raios recebidos pelo primeiro membro do sistema são paralelos, e suas interseções, depois de atravessarem o sistema, variam de acordo com a sua altura perpendicular de incidência, isto é, a sua distância do eixo. Esta distância substitui o ângulo u nas considerações anteriores; e a abertura, ou seja, o raio da pupila de entrada, é o seu valor máximo.

### Aberração de elementos, ou seja, menores objetos em ângulos retos com o eixo
Se os raios emitidos de O (fig. 1) forem concorrentes, isto não significa que os pontos na porção de um plano perpendicular a O para o eixo serão também concorrentes, ainda que a parte do plano seja muito pequena. Com uma abertura considerável, o ponto vizinho N será reproduzido, mas com a presença de aberrações comparáveis em magnitude a ON. Essas aberrações são evitadas se, de acordo com Abbe, a  condição seno, sen u'1/sen u1=sen u'2/sen u2, vale para todos os raios que reproduzem o ponto O. Se o ponto objeto O for infinitamente distante, u1 e u2 serão substituídos por h1 e h2, as alturas perpendiculares de incidência; a condição seno torna-se então sen u'1/h1=sen u'2/h2. Um sistema que satisfaça esta condição e livre de aberração esférica é chamado de aplanético. Esta palavra foi usada pela primeira vez por Robert Blair (morto em 1828), professor de astronomia na Universidade de Edimburgo, para caracterizar um acromatismo superior, e, posteriormente, por muitos escritores para denotar ausência de aberração esférica. A aberração de pontos do eixo, e o desvio da condição seno, rapidamente aumentaram na maior parte dos sistemas (não corrigidos) com a abertura.

### Aberração de pontos de objetos laterais (pontos fora do eixo) com feixes de luz estreitos. Astigmatismo

Figura 2

Um ponto O (fig. 2), a uma distância finita do eixo (ou com um objeto infinitamente distante, um ponto que subtende um ângulo finito no sistema) é, em geral, até então não acentuadamente reproduzido, se o feixe de raios emitidos a partir dele e que atravessando o sistema é feito infinitamente estreito, reduzindo o stop de abertura; tal feixe consiste dos raios que podem passar do ponto objeto através da agora infinitamente pequena pupila de entrada. É visto (ignorando casos excepcionais) que o feixe não encontra a superfície refratora ou refletora em ângulos retos; portanto, é astigmatismo (grego. a-, ausência, stigmia, um ponto). Dá-se o nome ao raio central que passa pela pupila de entrada de eixo do feixe ou raio principal, pode-se dizer: os raios do feixe se cruzam, não em um ponto, mas em duas linhas focais, que pode ser assumido como sendo perpendicular ao raio principal; destes, um encontra-se no plano que contém o raio principal e o eixo do sistema, isto é, na primeira seção principal ou seção meridional, e o outro em ângulo reto com ele, ou seja, na segunda seção principal ou seção sagital. Nós recebemos, por isso, em nenhum plano interceptar por trás do sistema, como, por exemplo, um ecrã de focagem, uma imagem do ponto objeto; por outro lado, em cada uma das duas linhas do plano O e O" são formadas separadamente (em planos vizinhos são formadas elipses), e em um plano entre O'  e O" um círculo de menos confusão. O intervalo O'O", denominado a diferença de astigmatismo, aumenta, em geral, com o ângulo W feito pelo raio principal OP com o eixo do sistema, isto é, com o campo de visão. Duas superfícies de imagem astigmáticas correspondem a um plano objeto; e estes estão em contato no ponto de eixo; em um estão as linhas focais do primeiro tipo, em outro, os do segundo. Os sistemas nos quais as duas superfícies astigmáticas coincidem são denominadas anastigmáticas ou estigmática.
Sir Isaac Newton foi, provavelmente, o descobridor da astigmação; a posição das linhas de imagem astigmática foi determinada por Thomas Young A Course of Lectures on Natural Philosophy, 1807); e a teoria foi desenvolvida por Allvar Gullstrand. A bibliografia por P. Culmann é dada em Die Bilderzeugung in optischen Instrumenten de Moritz von Rohr.

### Aberração de pontos objetos laterais com feixes de luz largos. Coma
Ao abrir o stop mais amplo, desvios semelhantes surgem em pontos laterais como já foram discutidas para os pontos axiais; mas, neste caso, eles são muito mais complicados. O curso dos raios na seção meridional já não é simétrico ao raio principal do feixe de luz; e sobre um plano de intercepção aparece, em vez de um ponto luminoso, uma mancha de luz, não simétrica em relação a um ponto, e, muitas vezes exibem uma semelhança com um cometa tendo a sua cauda dirigida para o eixo ou para longe dele. Devido a este aspecto ele leva o seu nome. A forma assimétrica do feixe de luz meridional - anteriormente o único considerado - é o coma apenas no sentido mais estrito; outros erros do coma foram tratados por Arthur König e Moritz von Rohr, e mais tarde por Allvar Gullstrand.

### Curvatura do campo da imagem
Se os erros acima forem eliminados, as duas superfícies astigmáticas unidas, e uma imagem nítida obtida com uma grande abertura - permanece a necessidade de corrigir a curvatura da superfície de imagem, especialmente quando a imagem está a ser recebida em cima de uma superfície plana, por exemplo, na fotografia. Na maioria dos casos, a superfície é côncava para o sistema.

### Distorção da imagem

Fig. 3a: Distorção em barril (barrel distortion)

Fig. 3b: Distorção almofada de alfinetes (pincushion distortion)

Mesmo que a imagem seja nítida, ela pode ser distorcida em relação a projeção pinhole ideal. Na projeção pinhole, a ampliação de um objeto é inversamente proporcional a sua distância para a câmara ao longo do eixo óptico, de modo que uma câmara apontada diretamente para uma superfície plana, reproduz aquela superfície plana. A distorção pode ser pensada como o alongamento da imagem de maneira não uniforme, ou, de forma equivalente, como uma variação em ampliação ao longo do campo. Enquanto que a "distorção" pode incluir a deformação arbitrária de uma imagem, os modos mais pronunciados da distorção produzida por imagens ópticas convencionais é a "distorção em barril", na qual o centro da imagem, é aumentado mais do que o perímetro (figura 3a). O reverso, na qual o perímetro é aumentado mais do que o centro, é conhecida como "distorção de almofada" (figura 3b). Este efeito é chamado de distorção da lente ou distorção de imagem, e há algoritmos para corrigi-la.
Os sistemas livres de distorção são chamados de ortoscópicos ou retilíneos (linhas retas).

Figura 4

Esta aberração é bastante diferente daquela da nitidez de reprodução; sem nitidez, a reprodução, a questão da distorção surge quando só algumas partes do objeto podem ser reconhecidas na figura. Se, numa imagem sem nitidez, uma mancha de luz corresponde a um ponto objeto, o centro de gravidade da mancha pode ser considerado como o ponto de imagem, sendo este o ponto onde o plano recebe a imagem, por exemplo, uma tela de focagem, interceptar o raio que passa pelo meio do stop. Esta suposição é justificada se uma imagem pobre no ecrã de focagem permanece estacionária quando a abertura é diminuída; na prática, isso geralmente ocorre. Este raio, nomeado por Abbe de um raio principal (não deve ser confundido com os raios principais da teoria de Gauss), passa através do centro da pupila de entrada antes da primeira refração, e pelo centro da pupila de saída após a última refração. Disto resulta que a correção do desenho depende unicamente dos raios principais; e é independente da nitidez ou curvatura do campo da imagem. Referindo-se  a fig. 4, temos O'Q'/OQ = a' tang w'/a tang w = 1/N, onde N é a escala ou a ampliação da imagem. Para N ser constante para todos os valores de w, a' tang w'/a tang w deve também ser constante. Se o rácio a'/a for suficientemente constante, como é frequentemente o caso, a relação acima reduz a condição de Airy, isto é, tang w'/ tang w= uma constante. Esta relação simples (veja Camb.  Phil.  Trans., 1830, 3, p. 1) é cumprida em todos os sistemas que são simétricos em relação ao seu diafragma (brevemente chamado objetivas simétricas ou holossimétricas); ou que consistem de dois similares, mas de dimensões diferentes, componentes, colocados a partir do diafragma no rácio do seu tamanho, e apresentando a mesma curvatura que ele (objetivas hemissimétricas); nestes sistemas tang w' / tang w = 1.
A constância de a'/a necessária para esta relação para manter foi apontado por R. H. Bow (Brit.  Journ.  Photog., 1861), e Thomas Sutton (Photographic Notes, 1862); foi tratado por O. Lummer e por M. von Rohr (Zeit. f.  Instrumentenk., 1897, 17, e 1898, 18, p. 4). Isso exige que o meio da abertura stop a ser reproduzido nos centros das pupilas de entrada e de saída, sem aberração esférica. M. von Rohr demonstrou que para sistemas que não cumprem nem a condição Airy, nem a condição Bow-Sutton, a relação de a' cos w'/a tang w será constante para uma distância do objeto. Esta condição combinada é exatamente realizada por objetivas holossimétricas reproduzindo com a escala 1, e por hemissimétricas, se a escala de reprodução for igual à proporção dos tamanhos dos dois componentes.

### Modelo Zernike de aberrações

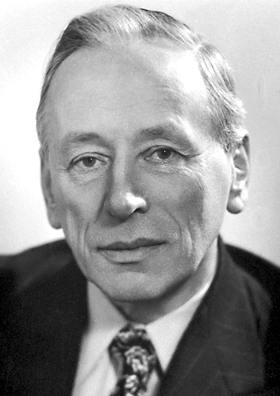
Frits Zernike

Os perfis de frentes de ondas circulares associados com aberrações podem ser matematicamente modelados usando os polinômios de Zernike. Desenvolvidos por Frits Zernike em 1930, os polinômios de Zernike são ortogonais ao longo de um círculo de raio unitário. Um complexo, perfil de frente de onda com aberrações pode ter as curvas ajustadas com os polinômios de Zernike para produzir um conjunto de montagem coeficientes que representam individualmente os diferentes tipos de aberrações. Estes coeficientes de Zernike são linearmente independentes, assim as contribuições de aberração individuais para uma frente de onda total podem ser isoladas e quantificadas separadamente.
Existem polinômios de Zernike pares e ímpares. Os polinômios pares de Zernike são definidos como
{\displaystyle Z_{n}^{m}(\rho ,\phi )=R_{n}^{m}(\rho )\,\cos(m\,\phi )\!}
e os polinômios ímpares de Zernike como
{\displaystyle Z_{n}^{-m}(\rho ,\phi )=R_{n}^{m}(\rho )\,\sin(m\,\phi ),\!}
onde m e n são números inteiros não negativos com {\displaystyle n\geq m}, {\displaystyle \phi } é o ângulo azimutal em radianos, e {\displaystyle \rho } é a distância radial normalizada.  Os polinomiais radiais {\displaystyle R_{n}^{m}} não têm dependência azimutal, e são definidos como
{\displaystyle R_{n}^{m}(\rho )=\!\sum _{k=0}^{(n-m)/2}\!\!\!{\frac {(-1)^{k}\,(n-k)!}{k!\,((n+m)/2-k)!\,((n-m)/2-k)!}}\;\rho ^{n-2\,k}\quad {\mbox{se }}n-m{\mbox{ é par}}}
e {\displaystyle R_{n}^{m}(\rho )=0} se {\displaystyle n-m} for ímpar.
Os primeiros polinômios de Zernike são:
| {\displaystyle a_{0}\ }                                      | "Pistão", igual ao valor médio da frente de onda                                 |
| {\displaystyle a_{1}\times \rho \cos(\theta )}               | "X-Tilt", o desvio do feixe global na direção sagital                            |
| {\displaystyle a_{2}\times \rho \sin(\theta )}               | "Y-Tilt", o desvio do feixe global na direção tangencial                         |
| {\displaystyle a_{3}\times (2\rho ^{2}-1)}                   | "Desfoco", uma frente de onda parabólica resultante de estar fora de foco        |
| {\displaystyle a_{4}\times \rho ^{2}\cos(2\theta )}          | "0° Astigmatismo", uma forma cilíndrica ao longo do eixo X ou Y                  |
| {\displaystyle a_{5}\times \rho ^{2}\sin(2\theta )}          | "45° Astigmatismo", uma forma cilíndrica orientada a ± 45 ° em relação ao eixo X |
| {\displaystyle a_{6}\times (3\rho ^{2}-2)\rho \cos(\theta )} | "X-Coma", a imagem comática resplandece na direção horizontal                    |
| {\displaystyle a_{7}\times (3\rho ^{2}-2)\rho \sin(\theta )} | "Y-Coma", a imagem comática resplandece na direção vertical                      |
| {\displaystyle a_{8}\times (6\rho ^{4}-6\rho ^{2}+1)}        | "Terceira ordem de aberração esférica"                                           |

onde {\displaystyle \rho } é o raio da pupila normalizada com {\displaystyle 0\leq \rho \leq 1}, {\displaystyle \theta } é o ângulo azimutal em torno da pupila com {\displaystyle 0\leq \theta \leq 2\pi }, e os coeficientes de montagem {\displaystyle a_{0},\ldots ,a_{8}} são os erros da frente de onda em comprimentos de onda.
Como na síntese de Fourier usando senos e cossenos, uma frente de onda pode ser perfeitamente representada por um número suficientemente ordens superiores de polinômios de Zernike. No entanto, frentes de onda com gradientes muito íngremes ou estrutura de frequência espacial muito alta, tal como a produzida por propagação através da turbulência atmosférica ou campos de fluxo aerodinâmico, não são bem modeladas por polinômios de Zernike, que tendem a definiçãoespacial de filtro passa-baixo na frente de onda. Neste caso, outros métodos de montagem, tais como fractais ou decomposição em valores singulares podem produzir resultados de montagem melhorados.
Os polinômios de círculo foram introduzidos por Frits Zernike para avaliar a imagem de ponto de um sistema óptico aberrado tendo em conta os efeitos da difração. A imagem de ponto perfeita na presença da difração havia sido descrita por Airy, já em 1835. Demorou quase cem anos para chegar a uma teoria abrangente e modelagem da imagem de ponto de sistemas aberrados (Zernike e Nijboer). A análise por Nijboer e Zernike descreve a distribuição de intensidade perto do plano focal ideal. Uma teoria estendida que permite o cálculo da amplitude da imagem ponto e intensidade ao longo de um volume muito maior na região focal foi desenvolvida recentemente (Teoria estendida de Nijboer-Zernike). Esta teoria estendida de Nijboer-Zernike do ponto imagem ou formação da 'função do ponto de propagação' tem encontrado aplicações na pesquisa geral sobre a formação da imagem, especialmente para sistemas com elevada abertura numérica, e na caracterização de sistemas ópticos com relação às suas aberrações.